# بيل غليني
بيل غليني هو لاعب هوكي الجليد كندي، ولد في 14 مارس 1924 في بورتاج لابريري في كندا، وتوفي في 11 مارس 2005.

## وصلات خارجية
- بيل غليني على موقع EliteProspects.com (الإنجليزية)
- بيل غليني على موقع HockeyDB.com (الإنجليزية)